# Liana Flores

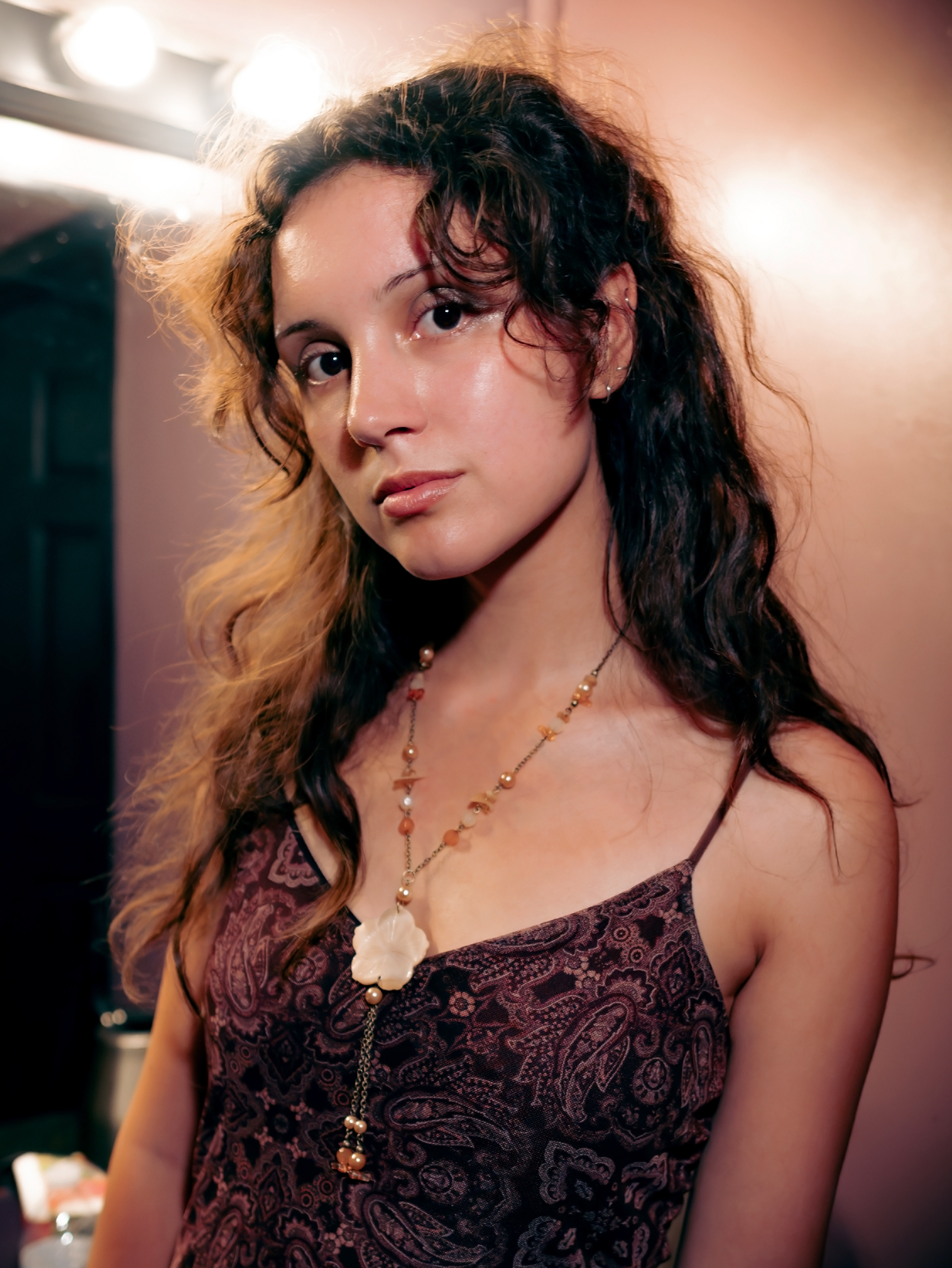
Liana Flores im Jahr 2024

Liana Flores ist eine britisch-brasilianische Singer-Songwriterin, die in London, England, lebt.

## Leben
Liana Flores ist in South Norfolk, England geboren und aufgewachsen.

## Laufbahn
Liana Flores beginnt ihre Laufbahn mit ihrer ersten EP "The Water's Fine !" im Juni 2018, die von seiner zweiten EP "Recently" im April 2019 gefolgt wird. Ihr Lied "Rises the Moon" trug wesentlich zu ihrer Popularität bei. Im Jahr 2024 tritt Liana Flores dem Label Verve Records bei. Im Mai desselben Jahres kündigte sie an, ihr erstes Album mit dem Titel "Flower of the Soul" zu veröffentlichen, das am 28. Juni 2024 erscheint.

## Einflüsse
Unter ihren Einflüssen zitiert Liana Flores Vashti Bunyan und Caetano Veloso. Sie erwähnt auch, dass sie von Bossa nova und Folkmusik inspiriert wurde, die sich in der mütterlichen CD-Sammlung fand.